# Pino Insegno
Giuseppe Insegno, detto Pino (Roma, 30 agosto 1959), è un attore, doppiatore, comico, conduttore televisivo e radiofonico italiano.
Attore di formazione teatrale, campo nel quale è attivo sin dal 1981, ha raggiunto il successo in qualità di comico, specie insieme al gruppo della Premiata Ditta; si è poi affermato anche come doppiatore, prestando la voce principalmente a Will Ferrell, Viggo Mortensen, Liev Schreiber, Michael Shannon, Jamie Foxx e Sacha Baron Cohen.
Dagli anni duemila è anche conduttore televisivo di programmi fra i quali Zecchino d'Oro, Domenica in, Il mercante in fiera, Reazione a catena - L'intesa vincente (dal 2010 al 2013 dopo Pupo e dal 2024 dopo Marco Liorni che è passato a condurre L'eredità), Striscia la notizia e Facci ridere dal 2025 con Roberto Ciufoli. È inoltre la voce italiana di Stan Smith in American Dad!

## Biografia

### Le origini e l'attività teatrale
È nato a Roma il 30 agosto 1959 dal vetrinista Armando Insegno e da Romana Di Lorenzo, sorella degli attori Rossana Di Lorenzo e Maurizio Arena. Comincia la sua avventura artistica nel 1981 fondando con altri nove colleghi, tra i quali Massimo Popolizio, Fabio Ferrari, il fratello Claudio Insegno, Roberto Ciufoli, Francesca Draghetti e Massimo Cinque, l'Allegra Brigata, con la quale condividerà cinque spettacoli e due edizioni del Gino Bramieri Show. Diventato celebre con il quartetto comico la Premiata Ditta nei tardi anni ottanta (insieme a Tiziana Foschi e i già citati Ciufoli e Draghetti), continuerà con i colleghi una carriera fatta di sitcom e sketch comici e un'unica incursione nel cinema: il film del 1995 L'assassino è quello con le scarpe gialle. Nel 2000 partecipa alla canzone Tu stasera non esci dei Gemelli DiVersi nel loro secondo album 4x4.

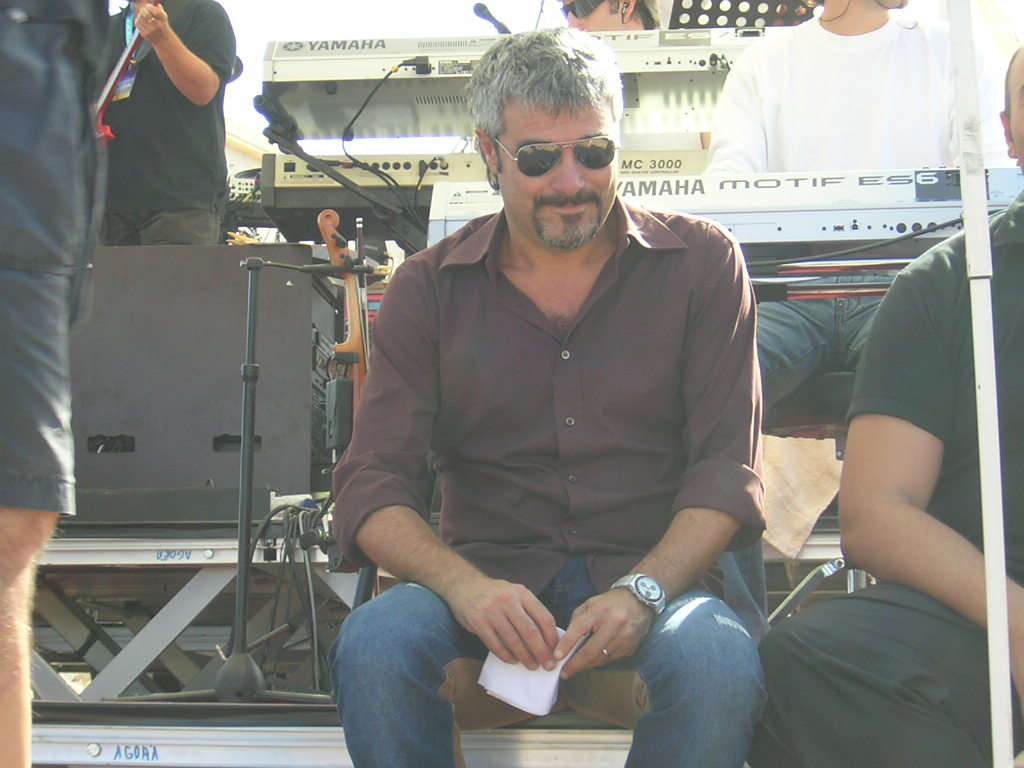
Pino Insegno al Festival O' Scià 2004

Ha tentato nel 2001 e nel 2002 l'avventura dirigenziale calcistica, acquistando parte della Lazio femminile e divenendone presidente. È infatti un noto e appassionato sostenitore della squadra biancoceleste. Nel 2004 e 2005 è stato tra i presentatori della seconda e della terza edizione di O' Scià, il festival musicale di Lampedusa organizzato da Claudio Baglioni. Sempre nel 2005 è il doppiatore di Stan Smith nella serie animata American Dad! Nel 2006 ha condotto il programma Il mercante in fiera su Italia 1. Nel 2008 ha partecipato in qualità di suggeritore ad alcune puntate di Buona la prima! e ha condotto assieme a Roberto Ciufoli il programma televisivo Vieni avanti cretino. Il 14 febbraio 2015 durante l'ultima serata del Festival di Sanremo condotto da Carlo Conti interviene doppiando Will Smith, ospite della trasmissione.

### Carriera televisiva
Esordisce insieme alla Premiata Ditta in Rai nella metà degli anni ottanta partecipando alle trasmissioni Pronto, chi gioca? e Pronto, è la Rai? che saranno il trampolino di lancio del quartetto comico verso la popolarità. Successivamente partecipano a numerose trasmissioni per le reti Rai tra cui Jeans 2 e Chi tiriamo in ballo?, mentre nei primi anni novanta partecipano a trasmissioni più popolari come E saranno famosi e Ricomincio da due entrambi in onda su Rai 2. In seguito partecipano ad altre trasmissioni come I cervelloni condotta da Paolo Bonolis su Rai 1, e Vita da cani in onda su Rai 2.
Nel 1996 il quartetto è approdato in Mediaset partecipando a Buona Domenica e Campioni di ballo su Canale 5, condotte da Amadeus e Lorella Cuccarini, ma la vera popolarità arriva in prima serata su Canale 5 dapprima con la sitcom Finché c'è ditta c'è speranza e poi con le trasmissioni Premiata Teleditta, Telematti e Oblivious da loro condotte. Queste sono le trasmissioni che, insieme agli esordi a Pronto chi gioca, hanno consacrato definitivamente il quartetto comico. Nel 2000 ha condotto lo Zecchino d'Oro. Nel gennaio 2004 è tornato in Rai, stavolta senza la Premiata Ditta, per condurre in prima serata su Rai 2 Compagni di squola. Successivamente ha fatto parte del cast della sitcom Lo zio d'America, insieme con Christian De Sica, trasmessa in prima serata su Rai 1 per quattro puntate nella primavera 2005. Nello stesso anno ha condotto diverse puntate del TG satirico Striscia la notizia. Nell'autunno 2005 è tornato in Mediaset per ripresentare lo spettacolo comico Premiata Teleditta nuovamente assieme alla Premiata Ditta. Tuttavia stavolta, pur ottenendo consensi da parte della critica, la trasmissione ottiene minor successo e va in onda in prima serata su Italia 1 anche per la quarta e ultima stagione. In seguito allo scioglimento del gruppo nel 2006, conduce il gioco a premi Il mercante in fiera su Italia 1. Nel 2008 è stato protagonista della miniserie Vita da paparazzo trasmessa su Canale 5 in prima serata.
Tornato in Rai nel 2010, ha condotto la puntata pilota dello show Insegnami a sognare, mentre in estate ha condotto il game show Reazione a catena - L'intesa vincente, in onda su Rai 1, succedendo a Pupo. Nella puntata del 13 settembre 2010 dei Soliti ignoti ha partecipato come identità nascosta e ha svelato di aver 221 punti di sutura. Il 31 dicembre 2010, ha condotto insieme con Mara Venier, L'anno che verrà, sempre in prima serata su Rai 1. Il 7 maggio 2011 presenta la prima puntata dello show televisivo Me lo dicono tutti!, in onda in prima serata su Rai 1, mentre in estate conduce nuovamente Reazione a catena. Dopo il successo della puntata pilota, a settembre dello stesso anno ha condotto la prima edizione di Me lo dicono tutti!, che però non ha riscontrato il successo sperato dall'emittente. Nell'estate 2012 conduce la sesta edizione di Reazione a catena, e nello stesso periodo conduce la seconda edizione di Me lo dicono tutti!, ridotto da sei a due puntate sempre a causa dei bassi ascolti riscontrati. Il 27 maggio 2013 ha ripreso la conduzione di Reazione a catena, conclusasi il 15 settembre seguente, e passata l'anno dopo nelle mani di Amadeus. Ha presentato inoltre lo Zecchino d'Oro dal 2010 al 2013, assieme a Veronica Maya.
Dal 5 ottobre 2014 al 17 maggio 2015 conduce insieme a Paola Perego Domenica in, su Rai 1. Dopo cinque anni dall'ultima conduzione, dal 17 novembre 2020 conduce in seconda serata su Rai 2, Voice Anatomy, inizialmente il martedì e di seguito il mercoledì.
Nel settembre del 2022 chiude la campagna elettorale del centro-destra per le elezioni politiche introducendo la leader Giorgia Meloni, sua conoscente da oltre vent'anni, con una citazione de Il Signore degli Anelli e nel maggio del 2023 presenta l'evento a favore del candidato sindaco della coalizione ad Ancona.
In estate viene annunciato il suo ritorno in Rai alla guida de Il mercante in fiera, in onda su Rai 2 da settembre a dicembre. Nel febbraio del 2024 partecipa a Tale e quale Sanremo mentre da giugno a novembre dello stesso anno torna a condurre Reazione a catena. A inizio novembre torna a Tale e quale show per affiancare per una sera Roberto Ciufoli.
Dall'8 giugno 2025 conduce la diciannovesima edizione di Reazione a catena.

### Doppiaggio
È noto soprattutto per essere il doppiatore principale di Will Ferrell e di Viggo Mortensen nella trilogia de Il Signore degli Anelli e in altri film successivi; ha dato inoltre la voce a Sacha Baron Cohen nei film ispirati ai personaggi da lui creati (il rapper Ali G, il giornalista kazako Borat, il reporter austriaco Bruno e il malefico Generale Aladeen nel film Il dittatore), a Jared Harris in Sherlock Holmes - Gioco di ombre, a Lenny Kravitz in Hunger Games e Hunger Games: La ragazza di fuoco, a Jamie Foxx in Ray e Django Unchained, a Brad Pitt ne L'esercito delle 12 scimmie e a Denzel Washington in American Gangster.
Ha doppiato anche Mark Wahlberg in The Departed - Il bene e il male, E venne il giorno e Max Payne, Liev Schreiber in X-Men le origini - Wolverine e Il caso Spotlight, Will Smith in Alì, Philip Seymour Hoffman in Onora il padre e la madre, Robert De Niro nel ridoppiaggio de Il padrino - Parte II e Harrison Ford nel ridoppiaggio de I predatori dell'arca perduta.
Ha doppiato John Smith in Pocahontas e in Pocahontas II - Viaggio nel nuovo mondo, la tigre Diego ne L'era glaciale e nei suoi sequel (tranne nello spin-off di Buck, nel quale viene sostituito da Dario Oppido) e l'orso Boog in Boog & Elliot - A caccia di amici e nei suoi seguiti. Ha anche dato voce allo Specchio Magico nei film Shrek e Shrek 2, a Sinbad nel film Sinbad - La leggenda dei sette mari e infine all'eterno rivale di Saetta McQueen, Chick Hicks nei film Cars - Motori ruggenti e Cars 3.
Pino Insegno ha doppiato anche vari personaggi nei cartoni animati, tra questi ci sono il barista Boe Szyslak in sostituzione di Mino Caprio e Ned Flanders in sostituzione di Teo Bellia nella serie animata de I Simpson (rispettivamente doppiati nell'ottava e terza stagione del cartone), dal 2006 al 2023 è stato anche la voce del personaggio Stan Smith nella versione italiana del cartone American Dad! creato da Seth MacFarlane (il padre de I Griffin), per poi venire sostituito da Massimo Bitossi dalla ventesima stagione.
Nel luglio 2004, gli è stato conferito il riconoscimento speciale Leggio d'oro "Alberto Sordi".

## Vita privata
Ha quattro figli, i primi due avuti dall'ex moglie Roberta Lanfranchi, gli ultimi due dall'attuale moglie, l'attrice Alessia Navarro. È il fratello maggiore dell'attore Claudio Insegno.

## Filmografia

### Cinema
- Fuga dal Bronx, regia di Enzo G. Castellari (1983)
- In punta di piedi, regia di Giampiero Mele (1984)
- Mezzo destro mezzo sinistro - 2 calciatori senza pallone, regia di Sergio Martino (1985)
- A me mi piace, regia di Enrico Montesano (1985)
- I giorni randagi, regia di Filippo Ottoni (1988)
- Le finte bionde, regia di Carlo Vanzina (1989)
- L'assassino è quello con le scarpe gialle, regia di Filippo Ottoni (1995)
- Gli angeli di Borsellino, regia di Rocco Cesareo (2003)
- Il naso, regia di Francesco Lagi (2003)
- Ti stramo - Ho voglia di un'ultima notte da manuale prima di tre baci sopra il cielo, regia di Pino Insegno e Gianluca Sodaro (2008)
- Alta infedeltà, regia di Claudio Insegno (2010)
- Dalla vita in poi, regia di Gianfrancesco Lazotti (2010)
- Una donna per la vita, regia di Maurizio Casagrande (2012)
- Una notte agli studios, regia di Claudio Insegno (2013)
- Ovunque tu sarai, regia di Roberto Capucci (2017)
- (Im)perfetti criminali, regia di Alessio Maria Federici (2022)
- Il buio della sala, regia di Mauro Meconi (2023) - documentario

### Televisione
- La banda – film TV (2000)
- Lo zio d'America 2 – serie TV (2006)
- Quelli dell'intervallo – serie TV, 1 episodio
- Vita da paparazzo – miniserie TV (2008)
- Un posto al sole – serie TV (2018)

## Teatro

### Attore, autore e regista con laPremiata Ditta
- Gallina vecchia fa buon Broadway
- Baci da Broadway
- Preferisco ridere 1
- Preferisco ridere 2
- Non solo Bbiutiful
- Preferisco ridere 3
- Sottosopra
- Soap
- Sottosopra 2

### Attore
- Vieni avanti cretino!, regia di Pier Francesco Pingitore (2007)[8]

## Programmi televisivi

### Con laPremiata Ditta
- Pronto, chi gioca? (Rai 1, 1986-1987)
- Pronto, è la Rai? (Rai 1, 1987-1988)
- Jeans 2 (Rai 3, 1987)
- Chi tiriamo in ballo? (Rai 2, 1988)
- Domani sposi (Rai 1, 1988-1989)
- Raffaella Venerdì, Sabato e Domenica... E saranno famosi (Rai 2, 1990)
- Ricomincio da due (Rai 2, 1990-1991)
- Ciao Weekend (Rai 2, 1991-1992)
- Risate di Cuore (Canale 5, 1993)
- Cinema Insieme (Rai 1, 1993)
- Il grande gioco dell'oca (Rai 2, 1993-1994)
- I cervelloni (Rai 1, 1995)
- Vita da cani (Rai 2, 1995)
- Buona Domenica (Canale 5, 1995-1996)
- Campioni di ballo (Rete 4, 1996)
- Trenta ore per la vita (Canale 5, Italia 1, Rete 4, 1997)
- A tutta festa (Canale 5, 1998)
- Finché c'è ditta c'è speranza (Canale 5, 1999-2001)
- Premiata Teleditta (Canale 5, 2000-2001; Italia 1, 2005-2006)
- Zecchino d'Oro (Rai 1, 2000) - solo con Roberto Ciufoli
- Telematti (Italia 1, 2002)
- Oblivious (Italia 1, 2003)
- Tutto Ditta (Italia 1, 2007)
- Vieni avanti cretino! (Rete 4, 2008) - solo con Roberto Ciufoli
- Facci ridere (Rai 2, 2025) - solo con Roberto Ciufoli

### Da solista
- Piccole canaglie (Canale 5, 2001)
- Il protagonista (Italia 1, 2001)
- Cari amici miei (Italia 1, 2001)
- Note di Natale (Canale 5, 2002)
- Buona Domenica (Canale 5, 2002-2003)
- Compagni di squola (Rai 2, 2004)
- Striscia la notizia (Canale 5, 2005)
- Il mercante in fiera (Italia 1, 2006; Rai 2, 2023)
- Il paese delle cicale (Rete 4, 2007)
- Vivo per te - 150 anni di Croce Rossa (Rai 1, 2009)
- Insegnami a sognare (Rai 1, 2010)
- Reazione a catena - L'intesa vincente (Rai 1, 2010-2013, dal 2024)
- Zecchino d'Oro (Rai 1, 2010-2013)
- L'anno che verrà (Rai 1, 2010)
- Me lo dicono tutti! (Rai 1, 2011-2012)
- Tale e quale show (Rai 1, 2014) Concorrente
- Domenica in (Rai 1, 2014-2015)
- Techetechete' (Rai 1, 2015) Puntata 57
- 20º Premio Persefone (Rai 2, 2020)
- Voice Anatomy (Rai 2, 2020-2021)
- Tale e quale Sanremo (Rai 1, 2024) Concorrente

## Radio
- Voice Anatomy (Radio 24, 2015-2019)
- Che anno è. Che giorno è (Rai Radio 2, 2019-2020)
- RideRai (Rai Radio 2, 2020-2021)

## Doppiaggio

### Film
- Will Ferrell in Zoolander, Elf - Un elfo di nome Buddy, Starsky & Hutch, Anchorman - La leggenda di Ron Burgundy, Melinda e Melinda, 2 single a nozze - Wedding Crashers, Vita da strega, The Producers - Una gaia commedia neonazista, Vero come la finzione, Ricky Bobby - La storia di un uomo che sapeva contare fino a uno, Blades of Glory, Semi-Pro, Fratellastri a 40 anni, Land of the Lost, I poliziotti di riserva, Candidato a sorpresa, Gli stagisti, Anchorman 2 - Fotti la notizia, The LEGO Movie, Duri si diventa, Daddy's Home, Zoolander 2, Daddy's Home 2, The LEGO Movie 2 - Una nuova avventura, Eurovision Song Contest - La storia dei Fire Saga, Barbie
- Viggo Mortensen in Il Signore degli Anelli - La Compagnia dell'Anello, Il Signore degli Anelli - Le due torri, Il Signore degli Anelli - Il ritorno del re, Oceano di fuoco - Hidalgo, A History of Violence, Il destino di un guerriero, La promessa dell'assassino, Appaloosa, The Road, A Dangerous Method, On the Road, I due volti di gennaio, Captain Fantastic, Green Book, Falling - Storia di un padre, Crimes of the Future
- Liev Schreiber in Kate & Leopold, X-Men le origini - Wolverine, Motel Woodstock, Every Day, Salt, Il fondamentalista riluttante, The Last Days on Mars, The Butler - Un maggiordomo alla Casa Bianca, Gigolò per caso, La grande partita, Il caso Spotlight, La quinta onda, Un giorno di pioggia a New York, The French Dispatch of the Liberty, Kansas Evening Sun, Asteroid City
- Michael Shannon in The Iceman, Freeheld - Amore, giustizia, uguaglianza, Elvis & Nixon, Loving, La forma dell'acqua - The Shape of Water, 12 Soldiers, Edison - L'uomo che illuminò il mondo, Cena con delitto - Knives Out, Bullet Train, Amsterdam, The End
- Sacha Baron Cohen in Ali G, Borat - Studio culturale sull'America a beneficio della gloriosa nazione del Kazakistan, Brüno, Hugo Cabret, Il dittatore, Les Misérables, Grimsby - Attenti a quell'altro, Alice attraverso lo specchio, Il processo ai Chicago 7, Borat - Seguito di film cinema
- Jamie Foxx in Ray, Django Unchained, Sotto assedio - White House Down, Un milione di modi per morire nel West, Baby Driver - Il genio della fuga, Robin Hood - L'origine della leggenda, Day Shift - A caccia di vampiri, Doggy Style - Quei bravi randagi, Back in Action
- Jared Harris in Sherlock Holmes - Gioco di ombre, Il violinista del diavolo, Poltergeist, Allied - Un'ombra nascosta
- Mark Wahlberg in The Departed - Il bene e il male, E venne il giorno, Max Payne, Notte folle a Manhattan
- Michael Kelly in Changeling, I guardiani del destino, Chronicle, L'uomo d'acciaio
- Matt Dillon in Mister Wonderful, Crash - Contatto fisico, Blindato, The Art of the Steal - L'arte del furto
- Andy Serkis in Inkheart - La leggenda di cuore d'inchiostro, Ladri di cadaveri - Burke & Hare, L'alba del pianeta delle scimmie
- Thomas Haden Church in Spider-Man 3, Max, Spider-Man: No Way Home
- Rhys Ifans in The Amazing Spider-Man, Tutto può accadere a Broadway
- Will Smith in Alì, Jersey Girl
- Keanu Reeves in Belli e dannati, Cowgirl - Il nuovo sesso
- Mike Myers in Studio 54, Bohemian Rhapsody
- Josh Brolin in Sin City - Una donna per cui uccidere, Deadpool 2
- Peter Dinklage in Pixels, Avengers: Infinity War
- Dennis Haysbert in Il colore della libertà - Goodbye Bafana, Ricomincio da nudo
- Mark Addy in Full Monty - Squattrinati organizzati, Robin Hood
- Wesley Snipes in I mercenari 3, Dolemite Is My Name
- Chris Penn in Il cavaliere pallido, L'impostore
- Chris Farley in Tommy Boy, Mike l'acchiappavoti
- Christian Clavier in L'ultimo guerriero, Tutti pazzi in casa mia
- Donnie Yen in Seven Swords, Crouching Tiger, Hidden Dragon: Sword of Destiny
- Lenny Kravitz in Hunger Games, Hunger Games - La ragazza di fuoco
- Harold Perrineau in Matrix Reloaded, Matrix Revolutions
- Norm MacDonald in Il dottor Dolittle, Il dottor Dolittle 2
- Sean Bean in Ronin, Caravaggio
- Denzel Washington in American Gangster
- Brad Pitt in L'esercito delle 12 scimmie
- Mel Gibson in Viaggio in paradiso
- Benicio del Toro in Perfect Day
- Philip Seymour Hoffman in Onora il padre e la madre
- 50 Cent in Nella tana dei lupi
- Edgar Arreola in Sicario
- Quinton Jackson in A-Team
- RZA in L'uomo con i pugni di ferro
- George Lopez in Appuntamento con l'amore
- Robert De Niro in Il padrino - Parte II (ridoppiaggio)
- Peter Serafinowicz in Spy
- Harrison Ford in I predatori dell'arca perduta (ridoppiaggio)
- Geoffrey Rush in Tu chiamami Peter
- Hank Azaria in Una notte al museo 2 - La fuga
- Russell Crowe in Miss Magic
- Robert Downey Jr. in Guida per riconoscere i tuoi santi
- Michael J. Fox in Il presidente - Una storia d'amore
- Tim Robbins in Genio per amore
- Terrence Howard in The Hunting Party
- Domhnall Gleeson in Revenant - Redivivo
- John Cusack in City Hall
- Martin Short in I tre amigos!
- Dale Pavinski in Superfast & Superfurious
- Denis Conway in Alexander
- David Harewood in Il mercante di Venezia
- Alfred Molina in Anna Karenina
- Christopher Lambert in Perché proprio a me?
- Mickey Rourke in Buffalo '66
- Tyrese Gibson in Il volo della Fenice
- Charles Grodin in Giallo in casa Muppet
- Dylan McDermott in Mister Destiny
- Don Cheadle in The Family Man
- Stephen Rea in Cittadino X
- Martin Luther McCoy in Across the Universe
- Dennis Storhøi in Il 13º guerriero
- Alan Cumming in I Flintstones in Viva Rock Vegas
- John Copeland in L'oggetto del mio desiderio
- Thomas Jane in Original Sin
- Glenn Plummer in Speed 2 - Senza limiti
- Kevin Dunn in Il falò delle vanità
- Reggie Johnson in Platoon
- Cheech Marin in Beverly Hills Chihuahua
- Larry Vigus in Duplex - Un appartamento per tre
- Romain Duris in Le Divorce - Americane a Parigi
- Peter Berg in Bagliori nel buio
- Anthony Brophy in The Informant
- Michael Keaton in Molto rumore per nulla
- Tony Slattery in Gli amici di Peter
- Danny Hassel in Nightmare 5 - Il mito
- Guillermo Díaz in Stonewall
- Na Man Tat in Shaolin Soccer
- Konstantin Lavronenko in Il ritorno
- Robert John Burke in BlacKkKlansman
- Donal Logue in Zodiac
- Dave Sheridan in Scary Movie
- Danny Jacobs in Epic Movie[9]
- Ed Tolputt in Sherlock Holmes
- Horacio Roca in Moebius
- Bill Pullman in L'assistente della star
- Aamir Khan in Stelle sulla terra
- Dave Attell in Come ti divento bella!
- David Morrissey in Dampyr

### Film d'animazione
- Diego (Denis Leary) in L'era glaciale, L'era glaciale 2 - Il disgelo, L'era glaciale 3 - L'alba dei dinosauri, L'era glaciale 4 - Continenti alla deriva, L'era glaciale - In rotta di collisione
- Boog in Boog & Elliot - A caccia di amici, Boog & Elliot 2, Boog & Elliot 3, Boog & Elliot 4 - Il mistero della foresta
- Specchio Magico in Shrek, Shrek 2, Shrek e vissero felici e contenti
- John Smith in Pocahontas, Pocahontas II - Viaggio nel nuovo mondo
- Chick Hicks in Cars - Motori ruggenti, Cars 3
- Hokusai/Tetsuzō in Miss Hokusai
- Rafael in Rio, Rio 2 - Missione Amazzonia
- Lord Business, Uomo di sopra/padre di Finn e Bianca in The LEGO Movie, The LEGO Movie 2 - Una nuova avventura
- Re Peppy in Trolls, Trolls World Tour
- Gomez Addams in La famiglia Addams, La famiglia Addams 2
- Una delle voci narranti in Principi e principesse
- Sinbad in Sinbad - La leggenda dei sette mari
- Arci in Seconda stella a sinistra
- Elwyn in La tela di Carlotta
- Obelix in Asterix e i vichinghi
- Voce narrante in Ratatouille
- Louis in La principessa e il ranocchio
- Fratelli Stabbington in Rapunzel - L'intreccio della torre
- Elgin in Rango
- Kazbek in Space Dogs
- Mishima in La bottega dei suicidi
- Melchiade/Karolius in Justin e i cavalieri valorosi
- Perito ne Il magico mondo di Oz
- Ranger in Free Birds - Tacchini in fuga
- King in Nut Job - Operazione noccioline
- Jiko-Bō in Princess Mononoke (ridoppiaggio)
- Re Palude in Strange Magic
- Kumatetsu in The Boy and the Beast
- Hunter in Cicogne in missione
- Marcus in Sing
- Ronnie in Sherlock Gnomes
- Spots in L'isola dei cani
- Dick Dastardly in Scooby!
- Spike in Tom & Jerry
- Mandragora in Earwig e la strega
- Comandante in Mazinga Z Infinity

### Serie televisive
- Michael Shannon in Fahrenheit 451, Waco, Room 104
- Liev Schreiber in Ray Donovan, The Perfect Couple
- Denzel Washington in Ore violente
- Sacha Baron Cohen in The Spy
- Woody Harrelson in True Detective
- 50 Cent in Power
- Tracy Morgan in 30 Rock
- Wesley Snipes in The Player
- Kristofer Hivju in Il Trono di Spade
- Shea Farrell in Provaci ancora, Harry
- David Morrissey in Britannia
- Tom Cullen in Downton Abbey
- Colman Domingo in The Birth of a Nation - Il risveglio di un popolo
- Will Ferrell in The Shrink Next Door
- Malcolm-Jamal Warner in Suits

### Serie animate
- Re Peppy in Trolls - La festa continua!, Trolls: TrollsTopia
- Boe Szyslak (st. 8), Ned Flanders (ep. 3.1-3.23 e 8.13) e Denis Leary ne I Simpson[10]
- Stan Smith in American Dad!
- Serpente ne Il piccolo principe
- El Coyote in Bordertown
- Fred lo strambo in Leone il cane fifone
- Boog in Boog & Elliot - Il richiamo della natura

### Televisione
- Voce di Mr. T in Ci sei o ci fai?
- Voce narrante nella tredicesima edizione di Scherzi a parte

### Documentari e docu-serie
- Voce narrante in African Safari

### Videogiochi
- Aragorn in Il Signore degli Anelli: Le due torri, Il Signore degli Anelli - Il ritorno del re, Il Signore degli Anelli: La Terza Era
- Chick Hicks in Cars - Motori ruggenti[11], Cars 3 - In gara per la vittoria[12]
- Ethan Mars in Heavy Rain[13]
- Chen Triplo Malto in World of Warcraft: Mists of Pandaria

## Pubblicità
- Spot per Alitalia, Tonno Rio Mare, PlayStation 3, Fiat, carne Montana, Mulino Bianco, Barilla

## Audiolibri
- Tre atti e due tempi di Giorgio Faletti, Emons Audiolibri, 2013
- Il libro della giungla di Rudyard Kipling, Emons Audiolibri, 2014
- Sole di mezzanotte di Jo Nesbø, Emons Audiolibri, 2015
- L'uomo che scambiò sua moglie per un cappello di Oliver Sacks, Emons Audiolibri, 2021

## Opere
- Sono solo barzellette (Gremese, 2008) ISBN 9788884404985
- La vita non è un film (Giunti, 2022) ISBN 9788809960459